# 橫貫鐵路
橫貫鐵路（英語：Crossrail）是英國倫敦一條使用中的鐵路基建項目，它橫貫首都中央地區，與主要倫敦地鐵站交匯，並伸展到大倫敦以外的東西兩側市郊地區及希斯洛機場。該鐵路經歷數十年的籌劃，於2009年動工，是同時期歐洲內規模最大的鐵路基礎建設項目，工程主要集中於路線的市中心橫貫路段。除了與其他鐵路共用既有路軌外，橫貫鐵路新建的部分包括帕丁頓車站貫穿首都市中心至史特拉福站的42公里專用隧道，及白教堂站東延至泰晤士河以南之修道院森林車站的支線組成。
倫敦交通局從橫貫鐵路公司驗收鐵路後便以「綫」（用以向英女皇伊莉莎白二世致敬）的名稱提供頻密的通勤和市郊與市中心接駁鐵路服務。2014年7月港鐵公司在倫敦交通局的招標中贏得橫貫鐵路的營運權，營運權由2015年首段利物浦街車站至仙非爾車站通車起為期8年，並可視情況延長兩年。其餘路段預計於2018至2019年間落成通車，但建設一再推延，2019年初其通車時間改為2020年末或2021年初，2020年8月再因肺炎大流行推延至2022年5月24日通車。

## 歷史

### 籌備與集資

#### 1948年方案
早於1941年，倫敦與東北鐵路僱員喬治·道在報章《The Star》上就提出了一條貫通倫敦中心的市郊鐵路。現在的橫貫鐵路則源於1943年的《倫敦郡計劃》及1944年的《大倫敦計劃》，1946至1948年倫敦鐵路計劃委員會匯報了調查報告並建議了多條新路線，其中與現在橫貫鐵路走線最近似的提案代號為「F線」，建議走線是路易斯翰車站、芬卓奇街站、銀行、洛德蓋特圓環、特拉法加廣場、大理石拱门、馬里波恩及橋本，但在眾多鐵路計劃中就只有代號「C線」落實，成為現在的維多利亞線。

#### 1974／1989年方案
「橫貫鐵路」一名見於1974年的《倫敦鐵路研究報告》，該報告由倫敦行政機構——大倫敦委員會和英國環境部所設的督導組撰寫，旨在調查倫敦未來交通須求和發展策略。報告提出幾項新線和伸延方案，包括銀禧線至芬卓奇街站延伸線（但該支線伸延至查令十字後，未到達芬卓奇街即已廢止）。1989年出爐的《中倫敦鐵路研究報告》中提出了「東西橫貫鐵路」方案，建議新建連接帕丁頓至利物浦街站的新隧道，西端接大西部主線和都會線，預算建築隧道和購買列車的花費達8.85億英鎊。

#### 呈交草案
1991年關於這條鐵路的私人草案在倫敦地鐵和國鐵部門支持下遞交至英國國會，雖然草案在1994年遭到否決，但政府發出保護指令禁止任何會阻擋鐵路定線的工程。
2001年倫敦交通局和英國運輸部合資成立「橫貫倫敦鐵路連線」公司（Cross London Rail Links），藉以發展、促進橫貫鐵路計畫，2005年一份混合法案在國會通過，橫貫鐵路專責委員會在2005至2007年的會議期間提議增設支線通往伍利奇站，政府起初認為資金上未必足以支持建築新支線進而令整個橫貫鐵路計劃無法成事，但最後還是同意了。運輸部大臣任內下達了數條2008年1月起生效的指令，旨在保護延伸段的預定／既定路廊，使其免受其他可能阻礙橫貫鐵路預定／未來延伸工事的開發案影響。2月草案提交英國上議院，7月草案獲得御准而通過《橫貫鐵路法案2008》，法案授予橫貫倫敦鐵路連線足夠權力興建橫貫鐵路，11月宣布接受英國機場管理局2.3億英鎊資助同時，交通部的國務大臣勳爵確認橫貫鐵路的注資不會受到2008年環球股災影響。於2008年12月橫貫倫敦鐵路連線改名為「橫貫鐵路有限公司」並改由倫敦交通局全資擁有，基本資金是159億英鎊，2009年歐洲投資銀行向倫敦交通局借出10億英鎊。

### 建築
橫貫鐵路有限公司於2009年4月將工程外判予17家建築公司，推斷總共僱用約一萬四千人興建橫貫鐵路。為了節省10億英鎊開支，隧道的鑽挖改用工程時間較長，但減少盾構機、出發井和回收井數量的時間表，令預計隧道通車時間延後1年。
工程最先於2009年5月15日由金絲雀碼頭橫貫鐵路站開始挖掘地基，8月為隧道鑽挖進行招標，2010年底公佈結果，「西隧」由帕丁頓以西隧道出口至法靈頓橫貫鐵路站的6.2公里雙管隧道由三家公司合資企業得標，「東隧」全長都是6.2公里雙管但分拆成三段：法靈頓至景寧鎮段；景寧鎮至維多利亞碼頭段（即橫貫鐵路東南支線）；斯特普尼至布甸磨坊里輕鐵站段（即橫貫鐵路東北主線）由另外兩家公司合資企業得標。2011年餘下的伍利奇跨過泰晤士河的隧道由另外兩家公司合資企業得標。

## 路廊構成
橫貫鐵路市郊部分沿用既有的國鐵路軌和車站，分別是：
- 大西部主線：雷丁至艾頓主線
- 希斯洛機場鐵路連線
- 大東部主線：斯特拉特福至仙非爾
- 北倫敦線西端部分廢止路段：伍利奇至修道院森林

新建鐵路隧道由艾頓主線站以東的老橡樹公地交匯處起串聯帕丁頓、法靈頓和利物浦街等首都中央的主要地鐵和國鐵車站，到達白教堂後隧道分岔，北接斯特拉特福，南往金絲雀碼頭至伍利奇。

## 使用車輛
伊利沙伯線採用由龐巴迪製造的345型列車。345型是基於龐巴迪Aventra平台研發的新型近郊電聯車，為Electrostar平台的後繼產品。

## 通車日程

倫敦交通局鐵路標誌

伊利沙伯綫名義上的營運時間由2018年12月起，但於2015年5月31日倫敦交通局/港鐵橫貫鐵路公司以「倫敦交通局鐵路」（TfL Rail）的名稱取代原本由阿貝利歐大盎格利亞營運的利物浦街（國鐵站）至仙非爾鐵路，利物浦街至斯特拉特福一段沿用國鐵路軌和車站，因為經白教堂的新隧道依然在建築中。2017年6月起為橫貫鐵路設計的新列車345型率先投入服務倫敦交通局鐵路。2018年5月20日起連接希斯洛機場至帕丁頓（國鐵站）的希斯洛連線（非特快線）亦改由倫敦交通局鐵路營運。2019年12月倫敦交通局鐵路開始接替部分大西部鐵路公司來往帕丁頓國鐵站和雷丁的列車服務。
直至2022年5月24日帕丁頓伊利沙伯綫站至伍利奇的隧道通車起，伊利沙伯綫的名稱才見於正式路線圖中，並徹底取代所有倫敦交通局鐵路的標識，白教堂至斯特拉特福的隧道於2022年第四季才開通，此時利物浦街至仙非爾鐵路的服務才會改用新建的隧道和利物浦街伊利沙伯綫車站，但繁忙時間會有類似倫敦交通局鐵路的特別班次不經白教堂來往利物浦街國鐵站至紀德公園。雷丁與希斯羅機場至帕丁頓國鐵站的服務預計於2023年第二季改用帕丁頓伊利沙伯綫站，正式接通市中心路段。

倫敦交通局屬下鐵路線路圖，紫藍色空心線為伊利沙伯綫（橫貫鐵路）。

## 營運
倫敦交通局鐵路／伊利沙伯綫的營運沿用倫敦地上鐵及碼頭區輕便鐵路的模式，即是有別於現有英國國鐵般專營權（franchise）中標者自行管理車隊、自訂行車時間表及票價等，這些鐵路營運決策權都會由橫貫鐵路的資產持有者即倫敦交通局掌握，營運權（concession）中標者港鐵橫貫鐵路公司則管理餘下的部分如人力資源。在此模式下，票務收入全歸倫敦交通局，取而代之港鐵會獲取比營運國鐵路線更高的營運報酬，鐵路自身的盈虧則由倫敦交通局承擔。

## 外部連結
- 橫貫鐵路官方網頁 （页面存档备份，存于）（英文）
- 港鐵橫貫鐵路官方網頁 （页面存档备份，存于）（英文）